# Reino Florístico Paleotropical

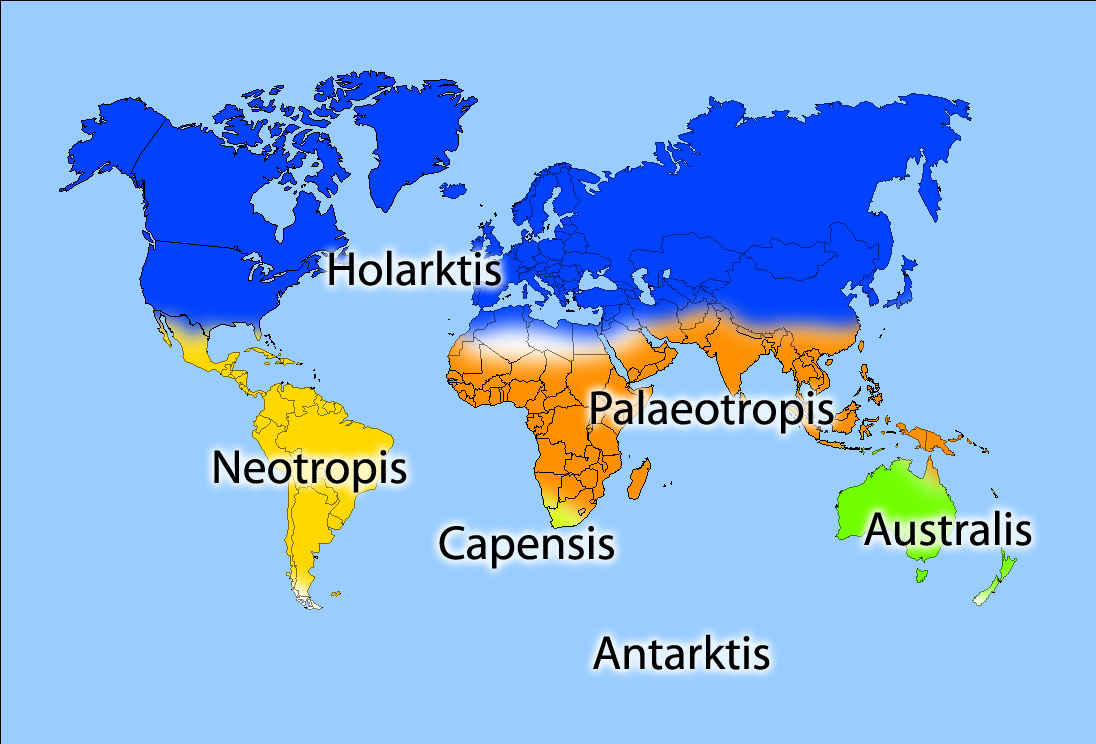
Reinos Florísticos. A laranja o reino paleotropical

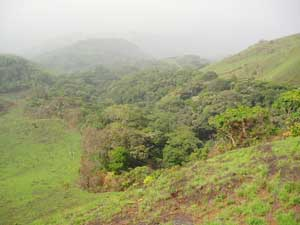
Galeria florestal na Guiné

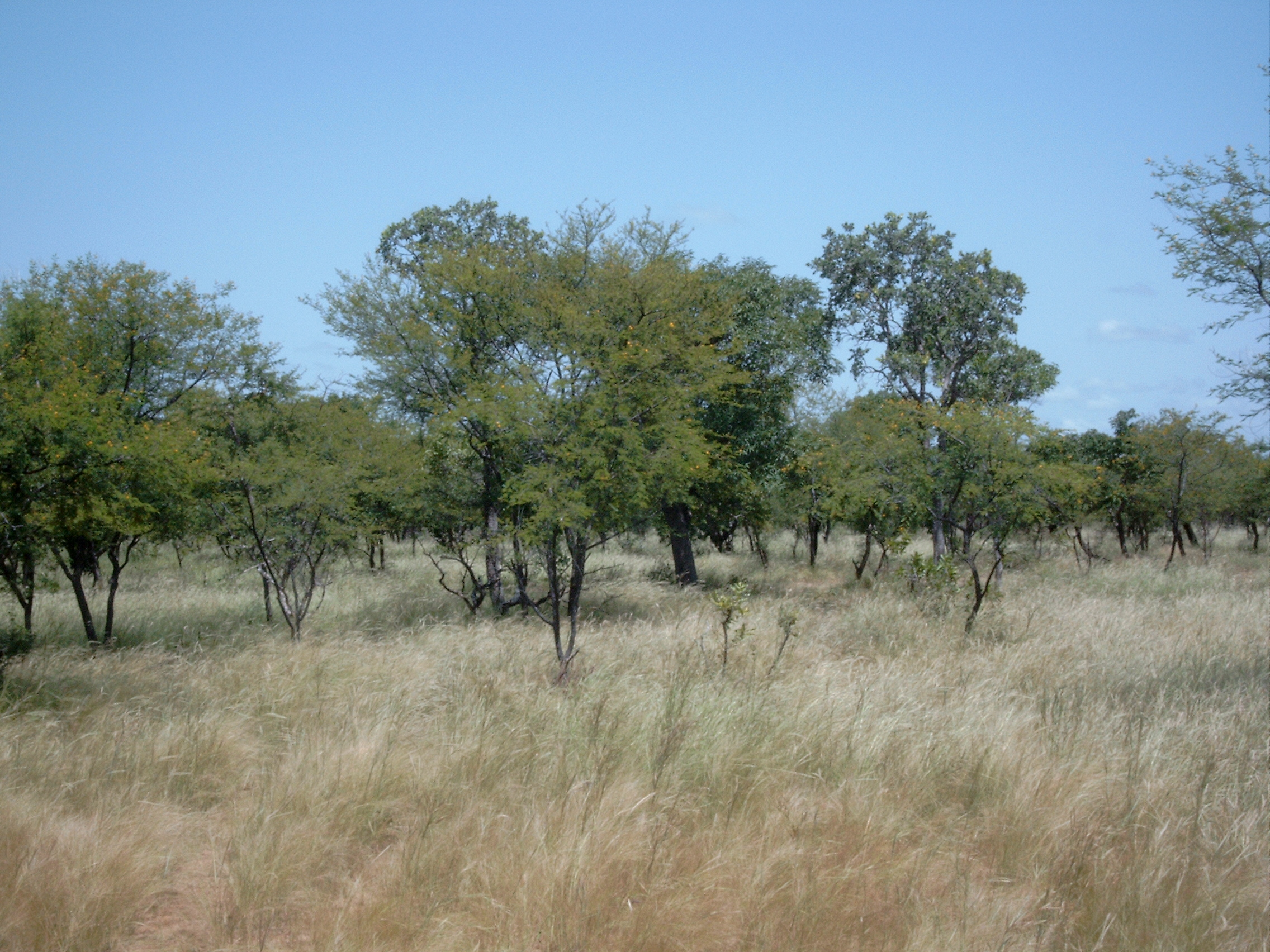
Savana no Burkina Faso

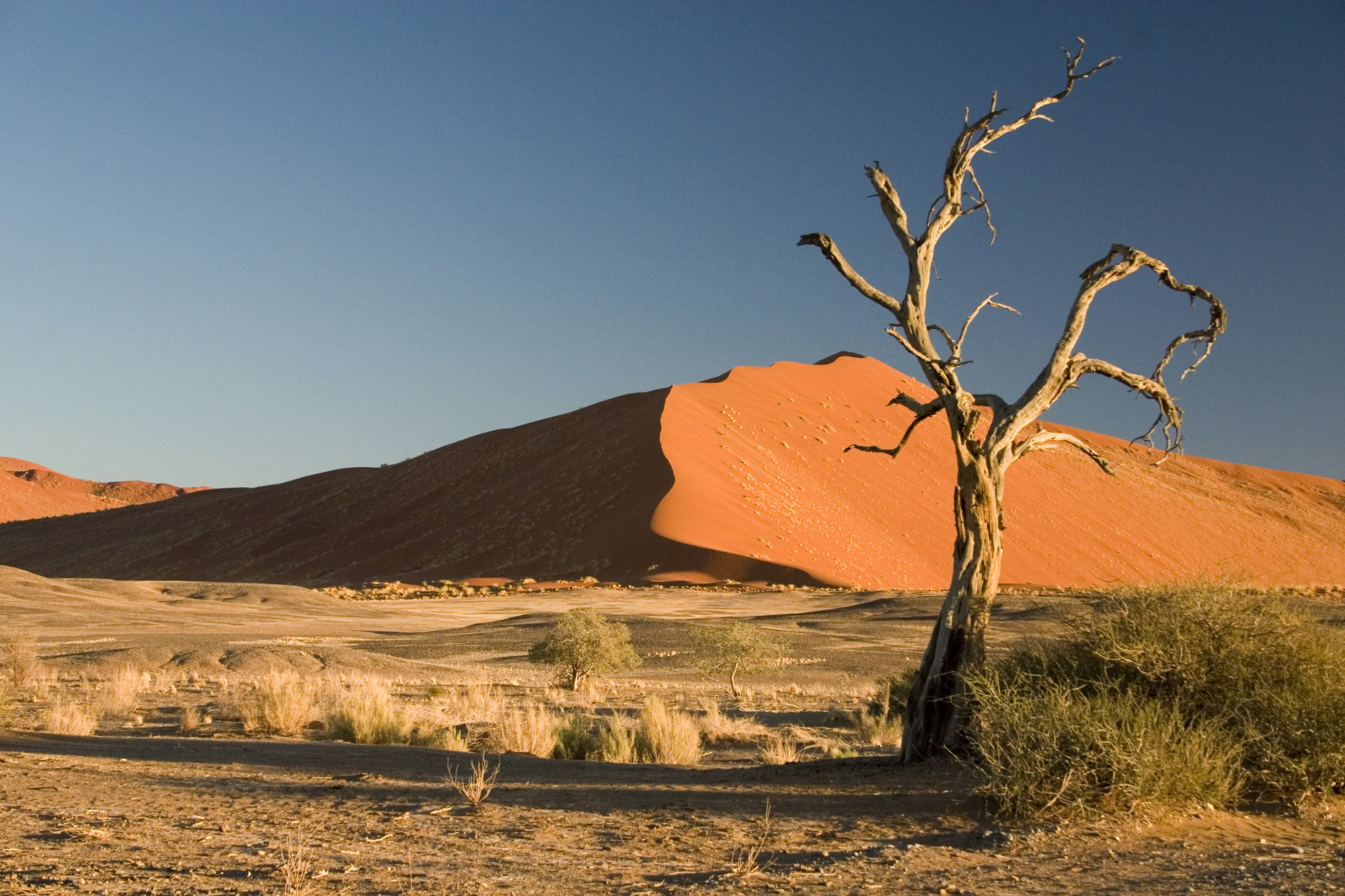
Acacia erioloba no Deserto do Namibe

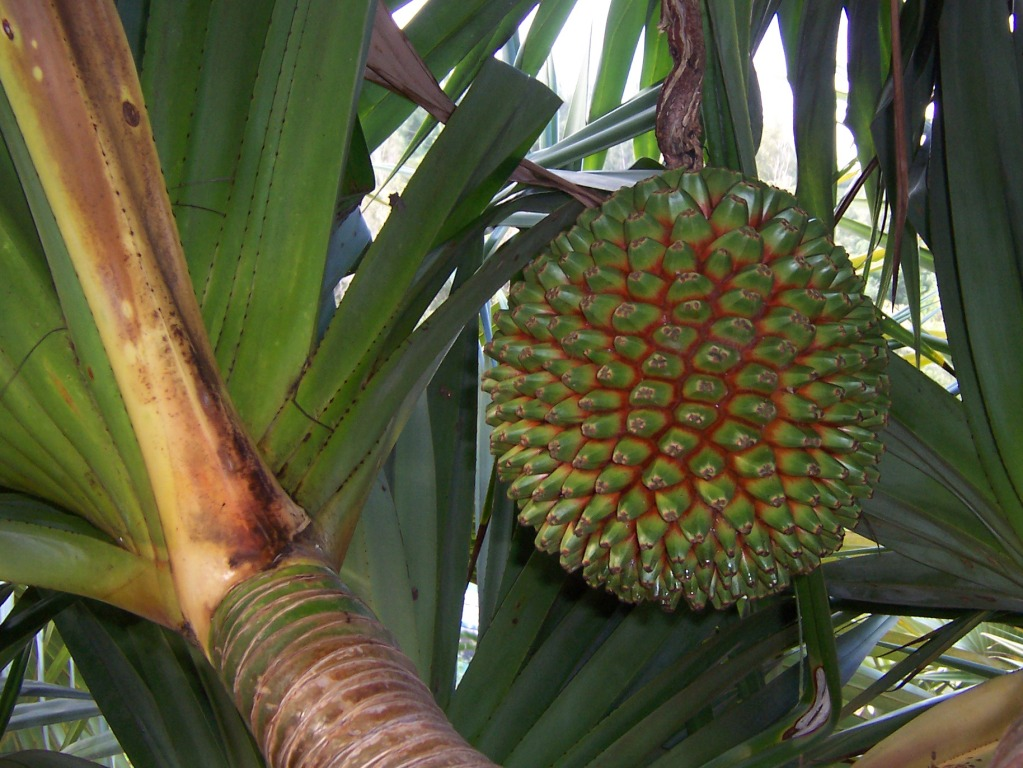
Pandanus utilis

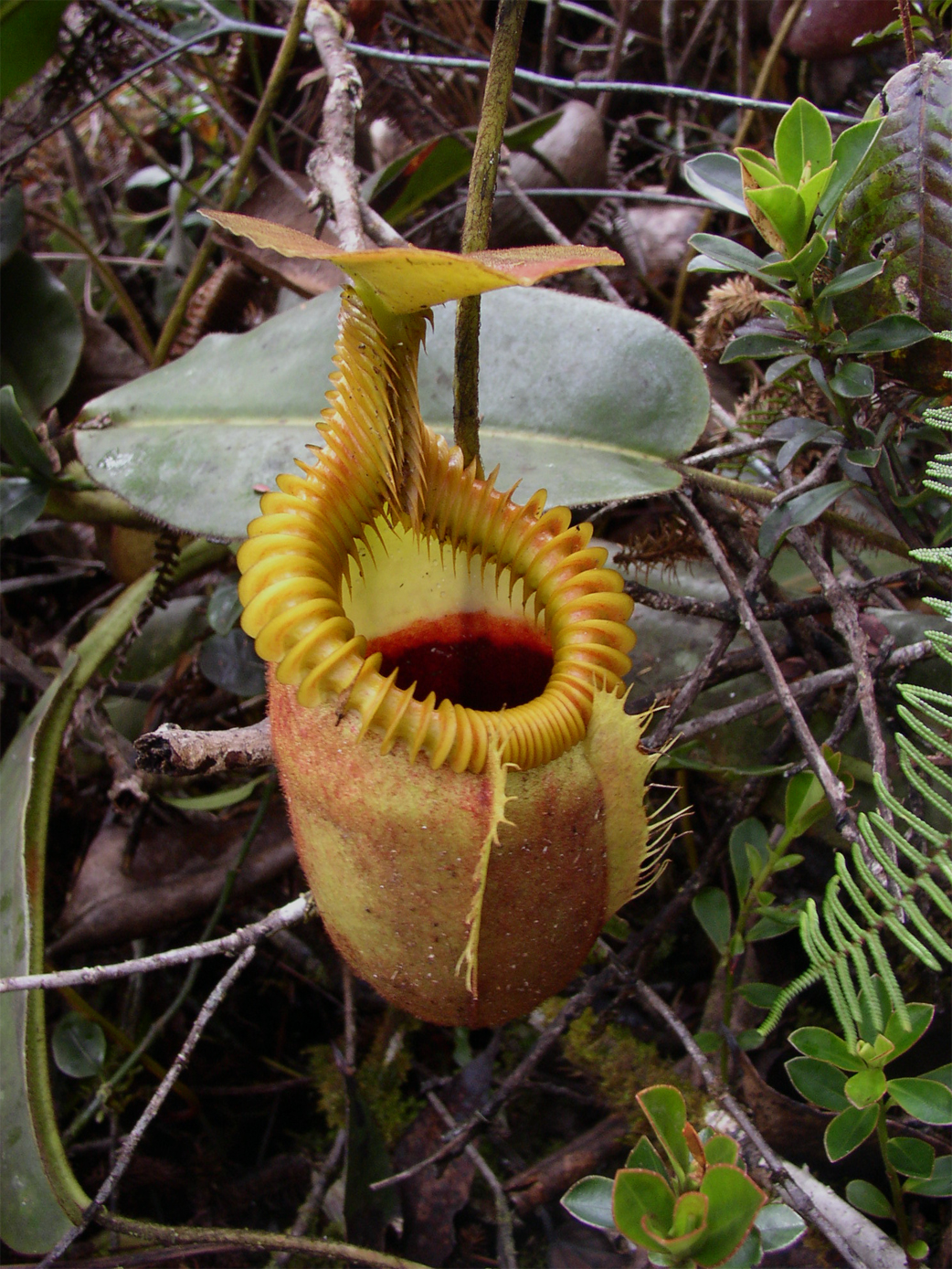
Nepenthes villosa

O Reino Paleotropical (Paleotropis) é um reino florístico que abarca as áreas tropicais de África, Ásia e Oceânia (com a excepção da Austrália), de acordo com a classificação proposta por Ronald Good e posteriormente melhorada por Armen Takhtajan. A sua flora é caracterizada por cerca de 40 famílias endémicas de plantas (ex: Nepenthaceae, Musaceae, Pandanaceae, Flagellariaceae).

## Origem e Influências
Parte da sua flora, com origem no antigo supercontinente Gondwana ou trocada mais tarde com outros reinos (ex:Piperaceae que possui distribuição pantropical, com alguns, poucos, representantes de clima temperado), é partilhada com o Reino Neotropical, composto pelas áreas tropicais da América Central e do Sul. Além disso, a flora paleotropical influenciou a vegetação tropical do Reino Australiano. 

## Subdivisões
Este reino subdivide-se em cinco sub-reinos florísticos de acordo com Takhtajan (três de acordo com Good) e 13 regiões florísticas. Abaixo estão as divisões de acordo com Takhtajan.

### Sub-reino Sub-Africano
10 família endémicas (incl. Dioncophyllaceae, Pentadiplandraceae, Scytopetalaceae, Medusandraceae, Dirachmaceae, Kirkiaceae), muitos géneros endémicos. 
1. Região Guíneo-Congolesa
2. Região Usambara-Zululândia
3. Região Sudano-Zambeziana (incluindo a Ásia tropical a oeste do Golfo de Cambaia)
4. Região Karoo-Namibiana
5. Região de St. Helena e Ascensão

### Sub-reino Madagascarense
9 famílias endémicas, mais de 450 géneros endémicos, cerca de 80% de espécies endémicas. Deixou de ser influenciado pela flora africana no Cretáceo, mas sofreu uma forte influência a partir da da flora da Região Indiana.
1. Região de Madagáscar

### Sub-reino Indo-Malesiano
11 famílias endémicas (incl. Degeneriaceae, Barclayaceae, Mastixiaceae) e muitos géneros endémicos.
1. Região Indiana
2. Região Indochinesa
3. Região da Malésia
4. Região Fijiana

### Sub-reino Polinésio
Sem famílias endémicas, mas muitos géneros endémicos. A flora deriva na sua maioria da do Sub-reino Indo-Malesiano.
1. Região Polinésia
2. Região Havaiana

### Sub-reino Neocaledoniano
Várias famílias endémicas Amborellaceae, Strasburgeriaceae) e mais de 130 géneros endémicos (incl. Exospermum e Zygogynum). A flora é parcialmente partilhada com o sub-reino Indo-Malesiano e com o Reino Australiano.
1. Região Neocaledoniana